# 마키노 간타
마키노 간타(일본어: 牧野 寛太, 1997년 6월 2일~)는 일본의 축구 선수이다.

## 구단 경력
그는 2020년 J3리그의 AC 나가노 파르세이루에 입단했다. 2022년까지 16경기에 출전하여, 1득점을 넣었다. 2022년후 현역 은퇴.